# Bebe Daniels
 Phyllis Virginia "Bebe" Daniels  (Dallas (Texas), 14 de gener de 1901 – Londres,  16 de març de 1971) va ser una actriu de cinema, cantant, ballarina, escriptora i productora estatunidenca.

## Biografia
Phyllis Virginia Daniels (Bebe era el motiu amb què l'anomenava la seva família de petita) va néixer Dallas el 1901. El seu pare, Melville Daniel MacNeal, era escocès i era mànager d'una companyia itinerant. Es va canviar el nom pel de Danny Daniels després de discussions amb el seu pare que no volia que es dediqués al mon del teatre. La mare, Phyllis de Forest Griffin, era actriu teatral. La primera experiència de Bebe amb el teatre ja va ser a les 10 setmanes de vida quan el seu pare la va fer sortir a l'escenari malgrat que a l'obra no hi havia cap paper per a una criatura. La família es va traslladar a Hollywood i ella, als quatre anys, ja va anar de gira amb una producció de Ricard III de Shakespeare i l'any següent participava en produccions d'Oliver Morosco (1906) i David Belasco.
Als nou anys va protagonitzar les seves primeres pel·lícules com la Dorothy a “The Wonderful Wizard of Oz” (1910) i a “The Common Enemy” (1910) per a la Selig. El 1915, als 14 anys, es va presentar a l'oficina de Hal Roach a Pathé (Rolin) per l'oferta de ser la parella cinematogràfica de Harold Lloyd a les seves pel·lícules. Roach i Lloyd buscaven una rossa però van quedar tan impressionats amb la noia que la van contractar. Durant quatre anys participaria en 172 comèdies protagonitzades per Harold Lloyd. La productora va publicitar una relació romàntica entre els dos actors que eren coneguts a Hollywood com “The Boy and The Girl”.
Un dia que sopava amb Harold Lloyd se’ls va acostar Cecil B. DeMille i li va proposar de treballar amb ell. Ella, animada tan per Roach com per Lloyd, va dir que ho faria i en acabar el seu contracte i el 1919 va abandonar la Hal Roach per acceptar un contracte amb la Famous Players-Lasky (que ben aviat esdevindria la Paramount). Mildred Davis la reemplaçaria a la Roach i acabaria casant-se amb Harold Lloyd.

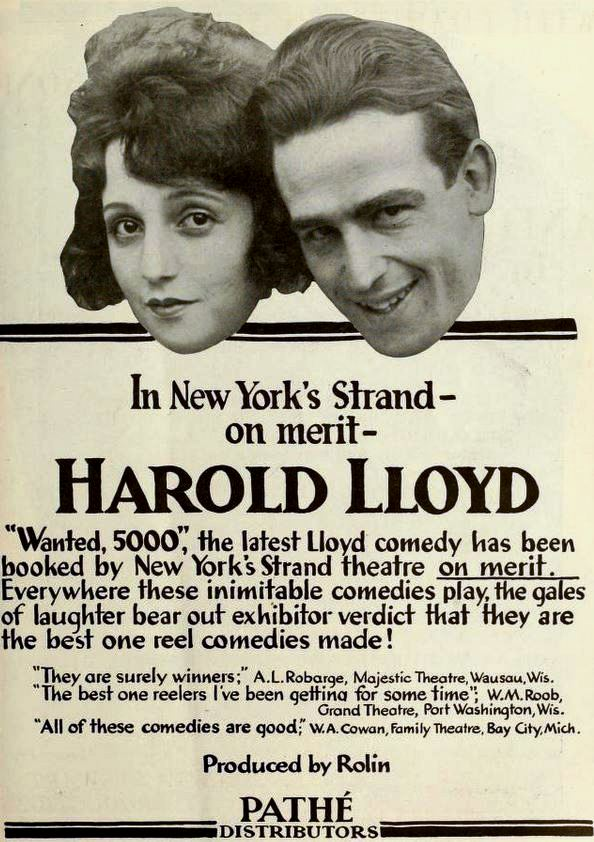
Anunci de "Wanted - $5,000" amb Harold Lloyd i Bebe Daniels

Allà va interpretar diversos papers secundaris en pel·lícules de DeMille com "Male and Female" (1919), "Why Change Your Wife?" (1920), i "The Affairs of Anatol" (1921). A la Paramount, i a la seva subsidiària Realart,  va fer la transició d'actriu infantil a adulta i pel 1924 era la partenaire de Rodolfo Valentino a "Monsieur Beaucaire", al que van seguir altres pel·lícules mitjanament populars com “Miss Bluebeard”, “The Manicure Girl” o “Wild Wild Susan” (totes tres del 1925). Bebe no va ser mai una sex symbol com Clara Bow, la seva carrera va ser més anàloga a la de Coleen Moore a la First National essent considerades les dues més sofisticades que boniques.
Amb l'arribada del sonor la Paramount va rescindir el seu contracte després de fer-li una prova de veu. Sortosament va ser contractada per la Radio Pictures (més endavant coneguda com la RKO) per protagonitzar la pel·lícula musical "Rio Rita" (1929) que va acabar sent una de les grans produccions de l'any. Bebe va esdevenir una estrella i el segell RCA la va contractar per interpretar diferents gravacions del seu catàleg. Per a la RKO va protagonitzar altres musicals com “Dixiana” (1930), “Love Comes Along”(1930) o “Reaching for the Moon” (1930). Malauradament, els musicals van passar ràpidament de moda i molts dels números gravats per a les pel·lícules van ser retallats. Daniels, fortament associada als musicals, va deixar de ser interessant per a la RKO que no li va renovar el contracte. En aquell moment, la Warner Bros. li va oferir un nou contracte. Entre les pel·lícules interpretades per a la Warner o per a la seva filial First National Pictures, es poden mencionar “My Past” (1931), “Honor of the Family” (1931), en la versió pre-codi del 1931 de “The Maltese Falcon” o en la comèdia musical “El carrer 42” (1933) en la qual de nou cantava. La seva darrera pel·lícula per a la Warner Bros. va ser “Registered Nurse” (1934).
El 1934, Daniels va patir un assetjament per part d'Albert F. Holland, un desequilibrat que assegurava que s'havien casat a Mèxic el 1925. Ella i el seu marit, l'actor Ben Lyon, amb qui s'havia casat el 1930, van haver de declarar en un judici que va posar fi a el confinament de l'acusat en un sanatori. Holland es va escapar i va continuar amb l'assetjament fins que, després que fos internat de nou en un sanitari, la parella va decidir traslladar-se a Londres el 1935.
El 1939 va protagonitzar amb el seu marit una sèrie de programes de ràdio per a Radio Luxembourg gravats des de Londres. Després de l'inici de la Segona Guerra Mundial la parella va treballar per a la BBC bàsicament en comèdies radiofòniques com per exemple la sèrie “Hi Gang!” (1940-1942) que va tenir molta popularitat. Van ser les úniques estrelles nord-americanes que es quedaren a Londres durant The Blitz i després de la guerra Bebe va ser condecorada amb la Medalla de la Llibertat pel president Harry Truman pels seus serveis durant la guerra.
El 1945 va retornar per alguns anys a Hollywood ella per a treballar com a productora per a Hal Roach i per a la Eagle-Lion Films i ell com a director de càsting de la Fox. Ella encara va produir i protagonitzar “The Fabulous Joe” (1948) per a Hal Roach. Van retornar al Regne Unit el 1948, on van viure fins a la mort d'ella. Bebe, amb el seu marit i els seus fills Richard i Barbara van protagonitzar la Sitcom “Life with the Lyons” (del 1950 al 1961) i després Bebe va fer la transició a la televisió. La sitcom va ser la base per a les pel·lícules “Life with the Lyons” (1954) i “The Lyons in Paris” (1956). Daniels va patir un ictus el 1963 i es va retirar. Va patir-ne un segon el 1970 i un any després, el 16 de març de 1971, 8 dies després que morís Harold Lloyd, moria d'una hemorràgia cerebral.

## Filmografia parcial

### Primeres pel·lícules
- The Courtship of Miles Standish (1910)
- The Wonderful Wizard of Oz (1910)
- The Common Enemy (1910)
- Justinian and Theodora (1910)
- A Counterfeit Santa (1911)
- Dr. Skinnem’s Wonderful Invention  (1912)
- The Savage  (1913)
- Anne of the Golden Heart (1914)

### A Hal Roach amb Harold Lloyd
- Fresh from the Farm (1915)
- Giving Them Fits (1915)
- Bughouse Bellhops (1915)
- Tinkering with Trouble (1915)
- Great While It Lasted (1915)
- Ragtime Snap Shots (1915)
- A Foozle at the Tee Party (1915)
- Ruses, Rhymes and Roughnecks (1915)
- Peculiar Patients' Pranks (1915)
- Lonesome Luke, Social Gangster (1915)
- Lonesome Luke Leans to the Literary (1916)
- Luke Lugs Luggage (1916)
- Lonesome Luke Lolls in Luxury (1916)
- Luke, the Candy Cut-Up (1916)
- Luke Foils the Villain (1916)
- Luke and the Rural Roughnecks (1916)
- Luke Pipes the Pippins (1916)
- Lonesome Luke, Circus King (1916)
- Luke's Double (1916)
- Them Was the Happy Days! (1916)
- Luke and the Bomb Throwers (1916)
- Luke's Late Lunchers (1916)
- Luke Laughs Last (1916)
- Luke's Fatal Flivver (1916)
- Luke's Society Mixup (1916)
- Luke's Washful Waiting (1916)
- Luke Rides Roughshod (1916)
- Luke, Crystal Gazer (1916)
- Luke's Lost Lamb (1916)
- Luke Does the Midway (1916)
- Luke Joins the Navy (1916)
- Luke and the Mermaids (1916)
- Luke's Speedy Club Life (1916)
- Luke and the Bang-Tails (1916)
- Luke, the Chauffeur (1916)
- Luke's Preparedness Preparations (1916)
- Luke, the Gladiator (1916)
- Luke, Patient Provider (1916)
- Luke's Newsie Knockout (1916)
- Luke's Movie Muddle (1916)
- Luke, Rank Impersonator (1916)
- Luke's Fireworks Fizzle (1916)
- Luke Locates the Loot (1916)
- Luke's Shattered Sleep (1916)
- Luke's Lost Liberty (1917)
- Luke's Busy Day (1917)
- Drama's Dreadful Deal (1917)
- Luke's Trolley Troubles (1917)
- Lonesome Luke, Lawyer (1917)
- Luke Wins Ye Ladye Faire (1917)
- Lonesome Luke's Lively Life (1917)
- Lonesome Luke on Tin Can Alley (1917)
- Lonesome Luke's Honeymoon (1917)
- Lonesome Luke, Plumber (1917)
- Stop! Luke! Listen! (1917)
- Lonesome Luke, Messenger (1917)
- Lonesome Luke, Mechanic (1917)
- Lonesome Luke's Wild Women (1917)
- Over the Fence (1917)
- Lonesome Luke Loses Patients (1917)
- Pinched (1917)
- Lonesome Luke's Lovely Rifle (1917)
- By the Sad Sea Waves (1917)
- Birds of a Feather (1917)
- Bliss (1917)
- From Laramie to London (1917)
- Rainbow Island (1917)
- Love, Laughs and Lather (1917)
- The Flirt (1917)
- Clubs Are Trump (1917)
- All Aboard (1917)
- We Never Sleep (1917)
- Move On (film 1917)|Move On (1917)
- Bashful (1917)
- The Big Idea (1917)
- Step Lively (1917)
- The Tip (1918)
- The Lamb (1918)
- Hello Teacher (1918)
- Hit Him Again (1918)
- Beat It (1918)
- A Gasoline Wedding (1918)
- Look Pleasant, Please (1918)
- Here Come the Girls (1918)
- Let's Go (1918)
- On the Jump (1918)
- Follow the Crowd (1918)
- Pipe the Whiskers (1918)
- It's a Wild Life (1918)
- Hey There (1918)
- Kicked Out (1918)
- The Non-Stop Kid (1918)
- Two-Gun Gussie (1918)
- Fireman Save My Child (1918)
- The City Slicker (1918)
- Sic 'Em, Towser (1918)
- Somewhere in Turkey (1918)
- Are Crooks Dishonest? (1918)
- An Ozark Romance (1918)
- Kicking the Germ Out of Germany (1918)
- That's Him (1918)
- Bride and Gloom (1918)
- Two Scrambled (1918)
- Bees in His Bonnet (1918)
- Swing Your Partners (1918)
- Why Pick on Me? (1918)
- Nothing But Trouble (1918)
- Hear 'Em Rave (1918)
- Take a Chance (1918)
- She Loves Me Not (1918)
- Wanted - $5,000 (1919)
- Love's Young Scream (1919)
- Going! Going! Gone! (1919)
- Ask Father (1919)
- On the Fire (1919)
- I'm on My Way (1919)
- Look Out Below (1919)
- The Dutiful Dub (1919)
- Next Aisle Over (1919)
- A Sammy in Siberia (1919)
- Just Dropped In (1919)
- Young Mr. Jazz  (1919)
- Crack Your Heels (1919)
- Ring Up the Curtain (1919)
- Si, Senor (1919)
- Before Breakfast (1919)
- The Marathon (1919)
- Back to the Woods (1919)
- Pistols for Breakfast (1919)
- Swat the Crook (1919)
- Off the Trolley (1919)
- Spring Fever (1919)
- Billy Blazes, Esq. (1919)
- Just Neighbors (1919)
- At the Old Stage Door (1919)
- Never Touched Me (1919)
- A Jazzed Honeymoon (1919)
- Count Your Change (1919)
- Chop Suey & Co. (1919)
- Heap Big Chief (1919)
- Don't Shove (1919)
- Be My Wife (1919)
- The Rajah (1919)
- He Leads, Others Follow (1919)
- Soft Money (film 1919)|Soft Money (1919)
- Count the Votes (1919)
- Pay Your Dues (1919)
- His Only Father (1919)
- Bumping Into Broadway (1919)
- Captain Kidd's Kids (1919)

### Paramount
- Male and Female (1919)
- Everywoman (1919)
- Why Change Your Wife? (1920)
- The Dancin' Fool (1920)
- Sick Abed (1920)
- The Fourteenth Man (1920)
- You Never Can Tell (1920)
- Oh, Lady, Lady (1920)
- She Couldn't Help It (1920)
- Ducks and Drakes (1921)
- Two Weeks with Pay (1921)
- The març Hare (1921)
- One Wild Week (1921)
- The Affairs of Anatol (1921)
- The Speed Girl (1921)
- Nancy from Nowhere (1922)
- A Game Chicken (1922)
- North of the Rio Grande (1922)
- Nice People (1922)
- Pink Gods (1922)
- A Trip to Paramountown (1922)
- Singed Wings (1922)
- The World's Applause (1923)
- The Glimpses of the Moon (1923)
- The Exciters (1923)
- Hollywood (1923)
- His Children's Children (1923)
- The Heritage of the Desert (1924)
- Daring Youth (1924)
- Unguarded Women (1924)
- Monsieur Beaucaire (1924)
- Sinners in Heaven (1924)
- Dangerous Money (1924)
- Argentine Love (1924)
- Miss Bluebeard (1925)
- The Crowded Hour (1925)
- The Manicure Girl (1925)
- Wild, Wild Susan (1925)
- Lovers in Quarantine (1925)
- The Splendid Crime (1925)
- Miss Brewster's Millions (1926)
- The Palm Beach Girl (1926)
- Volcano (1926)
- The Campus Flirt (1926)
- Stranded in Paris (1926)
- Life in Hollywood No. 7 (1927)
- A Kiss in a Taxi (1927)
- Señorita (1927)
- Swim Girl, Swim  (1927)
- She's a Sheik (1927)
- Feel My Pulse (1928)
- The Fifty-Fifty Girl (1928)
- Hot News (1928)
- Take Me Home (1928)
- What a Night! (1928)

### RKO Pictures
- Rio Rita (1929)
- Love Comes Along (1930)
- Alias French Gertie (1930)
- Dixiana (1930)
- Lawful Larceny (1930)

### Darreres pel·lícules
En abandonar la RKO Daniels va treballar per diferents companyies tan als Estats Units com al Regne Unit
- Reaching for the Moon (1930)
- The Stolen Jools (1931)
- My Past (1931)
- The Maltese Falcon (1931)
- Honor of the Family (1931)
- Silver Dollar (1932)
- El carrer 42 (1933)
- Cocktail Hour (1933)
- Counsellor-at-Law (1933)
- The Song You Gave Me (1933)
- A Southern Maid (1934)
- Registered Nurse (1934)
- Music Is Magic (1935)
- Treachery on the High Seas (1936)
- The Return of Carol Deane (1938)
- Hi Gang! (1941)
- The Lyons in Paris (1955)